# روبرت جوزيف هادون
روبرت جوزيف هادون (بالإنجليزية: Robert Joseph Haddon)‏ هو مهندس معماري أسترالي، ولد في 1866 في إنجلترا في المملكة المتحدة، وتوفي في 1929.